# Condensador (òptica)

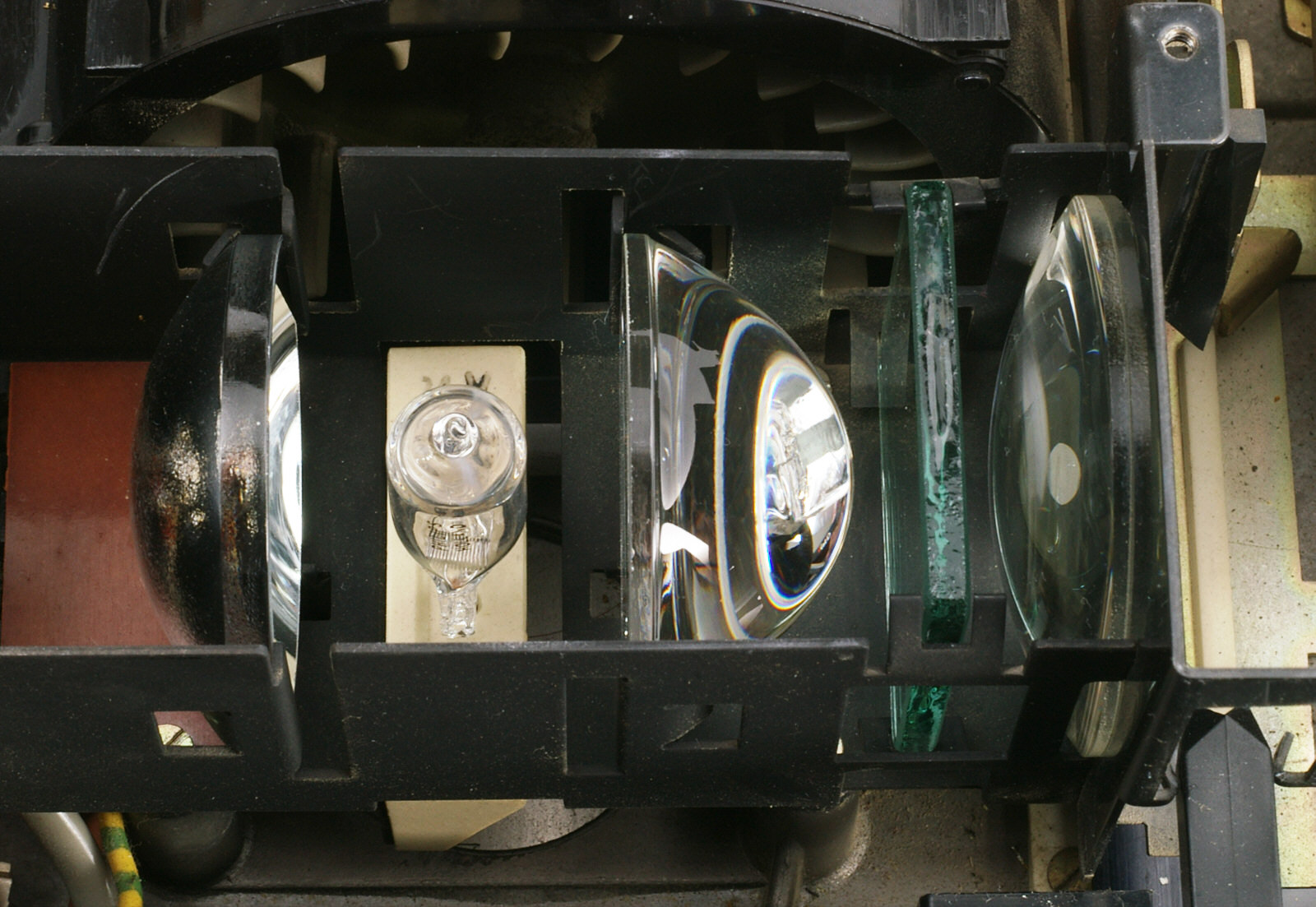
Condensador d'un projector de diapositives

Un condensador, és una lent que s'utilitza per a corregir la divergència dels raigs emesos per una font de llum puntual i així crear feixos paral·lels tals que il·luminin d'una forma uniforme les superfícies objecte, p.e.una diapositiva o una pel·lícula en un projector, el negatiu d'una ampliadora o bé el porta-objectes d'un microscopi.

## Casos d'ús

Diagrama d'un condensador d'una ampliadora fotogràfica.

El condensador és una part essencial de qualsevol dispositiu que operi amb imatges, com ara, projectors de diapositives, microscopis, telescopis, etc.
El concepte també és aplicable a qualsevol tipus de radiació que pateixi una transformació òptica, com ara un feix d'electrons en un tub de raigs catòdics i en microscòpia electrònica, o bé l'òptica per a la radiació de neutrons i per a la radiació d'un sincrotró.